# Férfi 4 × 7,5 km-es biatlonváltó az 1994. évi téli olimpiai játékokon
Az 1994. évi téli olimpiai játékokon a biatlon férfi 4 × 7,5 km-es váltó versenyszámát február 15-én rendezték a Birkebeineren Stadionban. Az aranyérmet a német váltó nyerte. Magyar csapat nem vett részt a versenyen.

## Végeredmény
A csapatok tagjainak mindkét sorozatban 8 lövési kísérlete volt az 5 célpontra. Minden hibás találat után 150 méter büntetőkört kellett megtennie a hibázó versenyzőnek. Az időeredmények másodpercben értendők. A lövőhibák a hibás találatok számát mutatják.
| Helyezés | Csapat                                                                                          | Idő                                       | Lövőhiba          |
| -------- | ----------------------------------------------------------------------------------------------- | ----------------------------------------- | ----------------- |
| Arany    | Németország (GER) · Ricco Groß · Frank Luck · Mark Kirchner · Sven Fischer                      | 1:30:22,1 22:32,3 22:06,0 22:49,5 22:54,3 | 0 0+0             |
| Ezüst    | Oroszország (RUS) · Valerij Kirijenko · Vlagyimir Dracsov · Szergej Taraszov · Szergej Csepikov | 1:31:23,6 23:34,6 23:14,4 21:54,0 22:40,6 | 2 0+1 0+0         |
| Bronz    | Franciaország (FRA) · Thierry Dusserre · Patrice Bailly-Salins · Lionel Laurent · Hervé Flandin | 1:32:31,3 23:22,2 22:51,6 23:04,5 23:13,0 | 1 0+0 1+0 0+0     |
| 4.       | Fehéroroszország (BLR) · Viktar Majgurov · Ihar Hohrjakov · Aleh Rizsankov · Aljakszandr Papov  | 1:32:57,2 23:07,9 23:52,9 22:05,4 23:51,0 | 0 0+0             |
| 5.       | Finnország (FIN) · Erkki Latvala · Harri Eloranta · Timo Seppälä · Vesa Hietalahti              | 1:33:11,9 24:10,5 22:18,3 23:03,1 23:40,0 | 1 0+0 1+0         |
| 6.       | Olaszország (ITA) · Patrick Favre · Johann Passler · Pieralberto Carrara · Andreas Zingerle     | 1:33:17,3 23:19,0 23:02,3 22:16,7 24:39,3 | 5 0+0 0+2 0+0 0+3 |
| 7.       | Norvégia (NOR) · Ole Einar Bjørndalen · Ivar Ulekleiv · Halvard Hanevold · Jon Åge Tyldum       | 1:33:32,8 23:50,5 23:00,2 23:44,5 22:57,6 | 0 0+0             |
| 8.       | Lengyelország (POL) · Tomasz Sikora · Jan Ziemianin · Wiesław Ziemianin · Jan Wojtas            | 1:33:49,3 23:11,6 23:45,2 23:39,0 23:13,5 | 0 0+0             |
| 9.       | Ausztria (AUT) · Wolfgang Perner · Ludwig Gredler · Franz Schuler · Martin Pfurtscheller        | 1:34:02,9 23:15,2 23:32,2 23:01,7 24:13,8 | 4 0+0 2+1 0+1 0+0 |
| 10.      | Szlovénia (SLO) · Uroš Velepec · Jure Velepec · Boštjan Lekan · Janez Ožbolt                    | 1:34:19,6 23:37,4 23:59,8 23:34,6 23:07,8 | 1 0+0 0+1 0+0     |
| 11.      | Svédország (SWE) · Per Brandt · Mikael Löfgren · Leif Andersson · Ulf Johansson                 | 1:34:38,8 23:54,6 23:58,2 23:43,9 23:02,1 | 0 0+0             |
| 12.      | Csehország (CZE) · Petr Garabík · Tomáš Kos · Ivan Masařík · Jiří Holubec                       | 1:35:26,0 24:30,5 24:11,8 23:13,1 23:30,6 | 0 0+0             |
| 13.      | Észtország (EST) · Olaf Mihelson · Urmas Kaldvee · Aivo Udras · Kalju Ojaste                    | 1:35:34,3 24:50,6 23:03,6 24:46,6 22:53,5 | 3 0+0 0+3 0+0     |
| 14.      | Egyesült Államok (USA) · Curt Schreiner · Dave Jareckie · Jon Engen · Duncan Douglas            | 1:35:43,7 23:37,1 23:58,9 24:42,8 23:24,9 | 0 0+0             |
| 15.      | Ukrajna (UKR) · Vitalij Mohilenko · Torasz Dolnyij · Valentin Dzsima · Roman Zvonkov            | 1:35:48,0 24:28,5 23:55,1 23:55,8 23:28,6 | 4 0+2 1+0 0+1 0+0 |
| 16.      | Lettország (LAT) · Oļegs Maļuhins · Ilmārs Bricis · Aivars Bogdanovs · Gundars Upenieks         | 1:37:40,5 25:36,5 24:05,0 24:06,7 23:52,3 | 4 2+1 1+0 0+0     |
| 17.      | Nagy-Britannia (GBR) · Mike Dixon · Ian Woods · Mark Gee · Kenneth Rudd                         | 1:39:16,0 24:17,3 24:25,6 26:11,9 24:21,2 | 0 0+0             |
| 18.      | Szlovákia (SVK) · Pavel Sládek · Pavel Kotraba · Daniel Krčmář · Lukáš Krejči                   | 1:40:00,3 25:21,1 24:36,3 25:07,9 24:55,0 | 3 0+0 0+1 0+2     |